# Ludwig Heidenreich von Callenberg
Ludwig Heidenreich von Callenberg († 27. Oktober 1637 in Stettin) war ein deutscher Hofbeamter und Offizier aus dem Adelsgeschlecht Callenberg.

## Leben
Die Grafen Otto Heinrich von Callenberg und Kurt Reinicke von Callenberg waren seine Verwandten und gleich ihm Mitglieder in der Fruchtbringenden Gesellschaft. 1612 konnte Callenberg im Gefolge des Landgrafen Moritz von Hessen-Kassel an den Krönungsfeierlichkeiten von Kaiser Matthias in Frankfurt am Main teilnehmen. Um 1621 stand Callenberg unter dem militärischen Befehl des Markgrafen Friedrich V. von Baden-Durlach. Später kommandierte er als Obrist das Garderegiment des Markgrafen Christian Wilhelm.
1623 wurde Callenberg zusammen mit Landgraf Wilhelm V. von Hessen-Kassel durch Fürst Ludwig I. von Anhalt-Köthen in die Fruchtbringende Gesellschaft aufgenommen. Der Fürst verlieh ihm den Gesellschaftsnamen „der Gelinde“ und das Motto „in- und auswendig“. Als Emblem wurde Callenberg „das große Wullkraut oder Königskerze“ (wahrscheinlich Verbascum densiflorum Bertol) zugedacht. Im Köthener Gesellschaftsbuch findet sich Callenbergs Eintrag unter der Nr. 66. Anlässlich seiner Aufnahme verfasste Callenberg ein Reimgesetz, doch bislang gilt es als verschollen.
1626 wechselte Callenberg nach der Niederlage in der Schlacht bei Lutter in dänische Dienste. Als sein ehemaliger Dienstherr Landgraf Wilhelm V. von Hessen-Kassel zu Gustav Adolf wechselte, beförderte er Callenberg zu einem hessischen Obristen. In dessen Diensten avancierte er zum Generalkriegskommissar Hessens und später zum Statthalter von Paderborn.
Mit Wirkung vom 26. April 1634 berief der Landgraf Callenberg als seinen Vertreter in den Heilbronner Bund. Dieses Amt hatte er bis Herbst 1635 inne, obwohl Axel Oxenstierna eine Zusammenarbeit mit ihm vehement ablehnte.
| Personendaten    | Personendaten                      |
| ---------------- | ---------------------------------- |
| NAME             | Callenberg, Ludwig Heidenreich von |
| KURZBESCHREIBUNG | deutscher Hofbeamter und Offizier  |
| GEBURTSDATUM     | 16. Jahrhundert                    |
| STERBEDATUM      | 27. Oktober 1637                   |
| STERBEORT        | Stettin                            |